# تایرل مالاسیا
تایرل مالاسیا (انگلیسی: Tyrell Malacia؛ زادهٔ ۱۷ اوت ۱۹۹۹) بازیکن فوتبال اهل کشور هلند است که برای باشگاه فوتبال منچستر یونایتد بازی می‌کند.
وی همچنین در تیم‌های ملی فوتبال زیر ۱۷ سال هلند، زیر ۱۹ سال هلند، زیر ۲۱ سال هلند و تیم ملی هلند بازی کرده‌است.
از باشگاه‌هایی که بازی کرده‌است می‌توان به منچستر یونایتد و فاینورد اشاره کرد.
او به صورت رسمی سال ۲۰۱۷ وارد فوتبال حرفه ای شد.